# Római császárok listája időrendben
Az ókori Római Birodalom uralkodói, regnálásuk időrendi sorrendjében. Az éveknél a betöltött év/hónap került kiírásra, a „~” jel a majdnem betöltöttét jelenti.

## Principátus (Kr. e. 27–Kr. u. 284)

### Iulius–Claudius-dinasztia(Kr. e. 27–Kr. u. 69)
| Portré                                           | Uralkodó | Dinasztia       | Uralkodott                                     | Megjegyzés |
| ------------------------------------------------ | --- | --------------- | ---------------------------------------------- | --- |
| A családfájukat lásd: Iulius–Claudius-dinasztia, | |                 |                                                | |
|                                                  | [1.] Augustus CAESAR DIVI FILIVS AVGVSTVS * Kr. e. 63. szeptember 23. † Kr. u. 14. augusztus 19.                 | Iulius–Claudius | Kr. e. 27 – Kr. u. 14 I. 27. VIII. 19. (41 év) | Caius Iulius Caesar unokahúgának a fia. |
|                                                  | [2.] Tiberius TIBERIVS CAESAR AVGVSTVS * Kr. e. 42. november 16. † Kr. u. 37. március 16.                        | Iulius–Claudius | 14–37 IX. 18. III. 16. (22 év)                 | Augustus veje. |
|                                                  | [3.] Caligula GAIVS CAESAR AVGVSTVS GERMANICVS * Kr. u. 12. augusztus 31. † Kr. u. 41. január 24.                | Iulius–Claudius | 37–41 III. 16. I. 24. (3 év)                   | Eredeti neve: Caius Caesar Augustus Germanicus. Tiberius unokaöccsének a fia. A Caligula (magyarul: kiscsizma) mindössze becenévként ragadt rá. A praetorianusok gyilkolták meg. |
|                                                  | [4.] I. Claudius TIBERIVS CLAVDIVS CAESAR AVGVSTVS GERMANICVS * Kr. e. 10. augusztus 1. † Kr. u. 54. október 13. | Iulius–Claudius | 41–54 I. 24. X. 13. (13 év)                    | Caligula nagybátyja. Negyedik felesége, Agrippina mérgezte meg. |
|                                                  | [5.] Nero NERO CLAVDIVS CAESAR AVGVSTVS GERMANICVS * Kr. u. 37. december 15. † Kr. u. 68. június 9.              | Iulius–Claudius | 54–68 X. 13. VI. 9. (13 év)                    | Caligula unokaöccse. Az ellene kitört lázadások hevében a senatus halálra ítélte, menekülés közben öngyilkos lett.                                                               |
|                                                  | [6.] Galba SERVIVS GALBA IMPERATOR CAESAR AVGVSTVS * Kr. e. 3. december 24. † Kr. u. 69. január 15.              | Iulius–Claudius | 68–69 VI. 8. I. 15. (7 hónap)                  | Hispania Tarraconensis helytartója volt. A római történelemben trónra lépésével kezdődik meg a négy császár éve. Otho meggyilkoltatta.                                           |
|                                                  | [7.] Otho MARCVS OTHO CAESAR AVGVSTVS * Kr. u. 32. április 28. † Kr. u. 69. április 16.                          | Iulius–Claudius | 69 I. 15. IV. 16. (3 hónap)                    | Nero egyik feleségének a korábbi férje. Lusitaniai helytartó volt. Miután Vitellius legyőzte, öngyilkos lett.                                                                    |
|                                                  | [8.] Vitellius AVLVS VITELLIVS GERMANICVS AVGVSTVS * Kr. u. 15. szeptember 24. † Kr. u. 69. december 22.         | Iulius–Claudius | 69 IV. 16. XII. 22. (8 hónap)                  | Augustus ükunokájának a veje. Germania Inferior helytartója volt, a Forumon gyilkolták meg.                                                                                      |

### Flaviusok(69–96)
| Portré                  | Uralkodó                                                                                         | Dinasztia | Uralkodott                    | Megjegyzés                                                                             |
| ----------------------- | ------------------------------------------------------------------------------------------------ | --------- | ----------------------------- | -------------------------------------------------------------------------------------- |
| A családfájukat lásd: , |                                                                                                  |           |                               |                                                                                        |
|                         | [9.] Vespasianus TITVS FLAVIVS CAESAR VESPASIANVS AVGVSTVS * 9. november 17. † 79. június 24.    | Flavius   | 69–79 XII. 22. VI. 23. (9 év) | A római–zsidó háborút vezette, amikor császárrá kiáltották ki.                         |
|                         | [10.] Titus TITVS FLAVIVS CAESAR VESPASIANVS AVGVSTVS * 39. december 30. † 81. szeptember 13.    | Flavius   | 79–81 VI. 24. IX. 13. (2 év)  | Vespasianus fia. Apja társcsászáraként került a trónra, váratlan betegségben halt meg. |
|                         | [11.] Domitianus TITVS FLAVIVS CAESAR DOMITIANVS AVGVSTVS * 51. október 24. † 96. szeptember 18. | Flavius   | 81–96 IX. 14. IX. 18. (15 év) | Vespasianus fia és Caligula sógorának a veje. Senatori összeesküvők meggyilkolták.     |

### Antoninusok(96–192)
| Portré                  | Uralkodó | Dinasztia | Uralkodott                         | Megjegyzés |
| ----------------------- | --- | --------- | ---------------------------------- | --- |
| A családfájukat lásd: , | |           |                                    | |
|                         | [12.] Nerva MARCVS COCCIEVS NERVA CAESAR AVGVSTVS, * 30. november 8. † 98. január 27.                             | —         | 96–98 IX. 18. I. 27. (1 év)        | Átmeneti megoldásként került trónra, mivel idős és gyermektelen volt. Otho sógorának a testvére. Adoptálta Traianust. Természetes halállal halt meg. |
|                         | [13.] Traianus CAESAR MARCVS VLPIVS NERVA TRAIANVS AVGVSTVS * 53. szeptember 18. † 117. augusztus 8.              | Antoninus | 98–117 I. 28. VIII. 8. (19 év)     | Nerva adoptált (örökbefogadott) fia és Titus sógorának a fia. Optimus princeps, azaz a legjobb császár címet érdemelte ki még életében. Gyermektelenül halt meg a keleti frontról hazatérőben. Valószínűleg az ő uralkodása alatt érte el a birodalom legnagyobb kiterjedését. |
|                         | [14.] Hadrianus CAESAR PVBLIVS AELIVS TRAIANVS HADRIANVS AVGVSTVS * 76. január 24. † 138. július 10.              | Antoninus | 117–138 VIII. 10. VII. 10. (20 év) | Traianus unokatestvérének a fia, betegségben halt meg. |
|                         | [15.] Antoninus Pius CAESAR TITVS AELIVS HADRIANVS ANTONINVS AVGVSTVS PIVS * 86. szeptember 19. † 161. március 7. | Antoninus | 138–161 VII. 11. III. 7. (22 év)   | Marcus Aurelius feleségének az apja. Átmeneti megoldásként adoptálta a gyermektelen Hadrianus, hogy utódjelöltjei, Marcus Aurelius és Lucius Verus helyett kormányozzon. Természetes halált halt.                                                                              |
|                         | [16.] Marcus Aurelius CAESAR MARCVS AVRELIVS ANTONINVS AVGVSTVS * 121. április 26. † 180. március 17.             | Antoninus | 161–180 III. 7. III. 17. (19 év)   | Traianus unokahúgának a dédunokája és Antoninus Pius veje. Sztoikus filozófus, a dunai hadszíntéren halt meg pestisben. - Avidius Cassius – 175 – Trónbitorlóként lépett fel. Egyiptomban és Szíriában uralkodott, de egy centurio meggyilkolta.                               |
|                         | [17.] Lucius Verus CAESAR LVCIVS AVRELIVS VERVS AVGVSTVS * 130. december 15. † 169 február eleje                  | Antoninus | 161–169 III. 7. II.-ja (~8 év)     | Marcus Aurelius veje és társcsászára. A keleti birodalomfélért felelt, gutaütésben halt meg. |
|                         | [18.] Commodus CAESAR MARCVS AVRELIVS COMMODVS ANTONINVS AVGVSTVS * 161. augusztus 31. † 192. december 31.        | Antoninus | 180–192 III. 18. XII. 31. (12 év)  | Marcus Aurelius fia, 177-től kezdve társcsászára. Meggyilkolták. |

### Severusok(193–235)
| Portré                  | Uralkodó | Dinasztia | Uralkodott                        | Megjegyzés |
| ----------------------- | --- | --------- | --------------------------------- | --- |
| A családfájukat lásd: , | |           |                                   | |
|                         | [19.] Pertinax CAESAR PVBLIVS HELVIVS PERTINAX AVGVSTVS * 126. augusztus 1. † 193. március 28.                 | —         | 193 I. 1. III. 28. (~3 hónap)     | A Palatinuson gyilkolták meg katonái. |
|                         | [20.] Didius Iulianus CAESAR MARCVS DIDIVS SEVERVS IVLIANVS AVGVSTVS * 133. január 30. † 193. június 2.        | —         | 193 III. 28. VI. 1. (2 hónap)     | A szenátus halálra ítélte. A Palatinuson ölték meg. - Pescennius Niger – 193–194 – Trónkövetelő, aki Szíria felett megszerezte az uralmat. |
|                         | [21.] Septimius Severus CAESAR LVCIVS SEPTIMIVS SEVERVS PERTINAX AVGVSTVS * 146. április 11. † 211. február 4. | Severus   | 193–211 VI. 1. II. 4. (17 év)     | Pannóniai helytartóból lett császár, először kiegyezett Albinusszal, majd Pescennius Niger leverése után legyőzte. - Clodius Albinus – 193–197 – Trónkövetelő, aki Britanniában szerezte meg a hatalmat. Egy időben Septimius Severus társcsászára volt. |
|                         | [22.] Caracalla CAESAR MARCVS AVRELIVS SEVERVS ANTONINVS PIVS AVGVSTVS * 188. április 4. † 217. április 8.     | Severus   | 211–217 II. 5. IV. 8. (6 év)      | Septimius Severus fia, Macrinus gyilkolta meg. |
|                         | [23.] Geta CAESAR PVBLIVS SEPTIMIVS GETA AVGVSTUS * 189. március 7. † 211. december 26.                        | Severus   | 211 II. 5. XII. 26. (10 hónap)    | Társuralkodó. Testvére, Caracalla gyilkoltatta meg. |
|                         | [24.] Marcus Opellius Macrinus MARCVS OPELLIVS SEVERVS MACRINVS AVGVSTVS PIVS FELIX * 164 † 218. június/július | —         | 217–218 IV. 8. VI.-a (1 év)       | Praefectus praetorioként ragadta magához a hatalmat a keleti határon. Császárként nem járt Rómában, kivégezték. |
|                         | [25.] Diadumenianus MARCVS OPELLIVS ANTONINVS DIADUMENIANUVS * 208. szeptember 14. † 218. június 8.            | —         | 217–218 V.-a VI. 8. (1 év)        | Macrinus fia, társuralkodó. Kivégezték. |
|                         | [26.] Heliogabalus MARCVS AVRELIVS ANTONINVS AVGVSTVS * 204 † 222. március 11.                                 | Severus   | 218–222 VI. 8. III. 11. (3 év)    | Septimius Severus felesége unokaöccsének a fia. Más néven: Heliogabalus. Meggyilkolták. - Seleucus – 221 – Trónkövetelő. |
|                         | [27.] Severus Alexander CAESAR MARCVS AVRELIVS SEVERVS ALEXANDER AVGVSTVS * 208. október 1. † 235. március 19. | Severus   | 222–235 III. 11. III. 18. (13 év) | Elagabalus unokatestvére. Meggyilkolták. |

## Katonacsászárok(235–284)
| Portré | Uralkodó | Dinasztia                                                        | Uralkodott                       | Megjegyzés                                                                                           |
| --- | --- | ---------------------------------------------------------------- | -------------------------------- | --- |
| A családfájukat lásd: | |                                                                  |                                  | |
| | [28.] I. Maximinus Thrax CAESAR GAIVS JVLIVS VERVS MAXIMINVS AVGVSTVS * 172/173 † 238. áprilisa                       | —                                                                | 235–238 III. 20. IV.-a (3 év)    | Saját serege ölte meg.                                                                               |
| | [29.] I. Gordianus CAESAR MARCVS ANTONIVS GORDIANVS SEMPRONIANVS AFRICANVS AVGVSTVS * 159 † 238. április 12.          | Gordianus                                                        | 238 III. 22. IV. 12. (fél hónap) | Africa helytartója. Öngyilkos lett.                                                                  |
| | [30.] II. Gordianus CAESAR MARCVS ANTONIVS GORDIANVS SEMPRONIANVS ROMANVS AFRICANVS AVGVSTVS * 192 † 238. április 12. | Gordianus                                                        | 238 III. 22. IV. 12. (fél hónap) | I. Gordianus fia és társcsászára. Csatában esett el.                                                 |
| | [31.] Balbinus CAESAR DECIMVS CAELIVS CALVINVS BALBINVS PIVS AVGVSTVS * 165 körül † 238. július 29.                   | —                                                                | 238 IV. 22. VII. 29. (3 hónap)   | A praetoriánusok gyilkolták meg.                                                                     |
| | [32.] Pupienus CAESAR MARCVS CLODIVS PVPIENVS MAXIMVS AVGVSTVS * 167 körül † 238. július 29.                          | —                                                                | 238 IV. 22. VII. 29. (3 hónap)   | A praetoriánusok gyilkolták meg.                                                                     |
| | [33.] III. Gordianus CAESAR MARCVS ANTONIVS GORDIANVS AVGVSTVS * 225. január 20. † 244. február 11.                   | Gordianus                                                        | 238–244 VII. 29. II. 11. (5 év)  | II. Gordianus unokaöccse, meggyilkolták.                                                             |
| | [34.] I. Philippus Arabs CAESAR MARCVS IVLIVS PHILLIPVS AVGVSTVS * 204 † 249 szeptembere/októbere                     | —                                                                | 244–249 II. 2. ősze (5 év)       | Csatában esett el. - Sabinianus – 249 – Önmagát kiáltotta ki császárnak. Csatában ölték meg.         |
| | [35.] II. Philippus CAESAR MARCUS IULIUS PHILIPPUS AUGUSTUS * 237/238 † 249 ősze                                      | —                                                                | 247–249 ? ősze (2 év)            | Philippus Arabs kiskorú fia, társuralkodó akit atyja halálhírére meggyilkoltak.                      |
| | [36.] Decius CAESAR GAIVS MESSIVS QVINTVS TRAIANVS DECIVS AVGVSTVS * 200/201 † 251. június 1.                         | —                                                                | 249–251 ősze VI. 1. (1 év)       | Csatában esett el. - Licinianus – 250 – Trónkövetelő.                                                |
| | [37.] Herennius Etruscus * 227 körül † 251. június 1.                                                                 | —                                                                | 251 V.-a VI. 1. (1 hónap)        | Decius fia. Csatában ölték meg.                                                                      |
| | [38.] Hostilianus CAESAR CAIVS VALENS HOSTILIANVS MESSIVS QVINTVS AVGVSTVS * 230/235 k. † 251 novembere               | —                                                                | 251 V.-a XI.-e (6 hónap)         | Decius fia. Trebonianus Gallus társcsászára, pestisben halt meg.                                     |
| | [39.] Trebonianus Gallus CAESAR GAIVS VIBIVS TREBONIANVS GALLVS AVGVSTVS * 206 † 253 augusztusa                       | —                                                                | 251–253 VI.-a VIII.-a (2 év)     | Saját katonái gyilkolták meg.                                                                        |
| | [40.] Volusianus * 230 körül † 253 augusztusa                                                                         | —                                                                | 251–253 XI.-e VIII.-a (2 év)     | Trebonianus Gallus fia és tárcsászára. Saját katonái gyilkolták meg.                                 |
| | [41.] Aemilianus CAESAR MARCVS AEMILIVS AEMILIANVS AVGVSTVS * 213 † 253 szeptembere                                   | —                                                                | 253 VIII.-a IX.-e (1 hónap)      | Saját katonái ölték meg.                                                                             |
| | [42.] I. Valerianus * 193 † 264                                                                                       | Valerianus                                                       | 253–260 IX.-e eleje (6 év)       | Perzsa fogságba esett, és ott is halt meg. - Ingenuus – 258–260 – Saját magát nevezte ki császárnak. |
| | [43.] Gallienus CAESAR PVBLIVS LICINIVS EGNATIVS GALLIENVS AVGVSTVS * 218 † 268. szeptembere                          | Valerianus                                                       | 253–268 IX.-e (14 év)            | Valerianus fia és társcsászára. Meggyilkolták. - Aureolus – 268 – Kinevezett császár.                |
| | [44.] II. Valerianus CAESAR PVBLIVS LICINIVS VALERIANVS AVGVSTVS                                                      | Valerianus                                                       | 253–257 ? (4 év)                 | Gallienus fia és társcsászára.                                                                       |
| \| Gall császárok (259–274) \| \| \| \| Uralkodó \| Uralkodott \| Megjegyzés \| \| Postumus \| 259–268 \| \| \| Laelianus \| 268 \| Magát Gallia császárának nevezte ki, ténylegesen nem uralkodott. \| \| Marius \| 268 \| \| \| Victorinus \| 268–271 \| \| \| Domitianus \| 270–271 \| A Gall Birodalom uralkodójának kiáltotta ki magát. \| \| I. Tetricus \| 271–273 \| \| \| II. Tetricus \| 273–274 \| \| | |                                                                  |                                  | |
| Gall császárok (259–274) | |                                                                  |                                  | |
| Uralkodó | Uralkodott | Megjegyzés                                                       |                                  | |
| Postumus | 259–268 |                                                                  |                                  | |
| Laelianus | 268 | Magát Gallia császárának nevezte ki, ténylegesen nem uralkodott. |                                  | |
| Marius | 268 |                                                                  |                                  | |
| Victorinus | 268–271 |                                                                  |                                  | |
| Domitianus | 270–271 | A Gall Birodalom uralkodójának kiáltotta ki magát.               |                                  | |
| I. Tetricus | 271–273 |                                                                  |                                  | |
| II. Tetricus | 273–274 |                                                                  |                                  | |

### Illír császárok(268–284)
| Portré                | Uralkodó                                                                                             | Dinasztia | Uralkodott                       | Megjegyzés |
| --------------------- | --- | --------- | -------------------------------- | --- |
| A családfájukat lásd: | |           |                                  | |
|                       | [45.] II. Claudius Gothicus CAESAR MARCVS AVRELIVS CLAVDIVS AVGVSTVS * 213. május 10. † 270 januárja | —         | 268–270 IX.-e I.-ja (1 év)       | Pestisben halt meg. |
|                       | [46.] Quintillus CAESAR MARCVS AVRELIVS CLAVDIVS QVINTILLVS AVGVSTVS * 220 körül † 270 áprilisa      | —         | 270 I.-ja IV.-a (3 hónap)        | Claudius fivére. Aurelianus társcsászára, öngyilkos lett.                                                                |
|                       | [47.] Aurelianus CAESAR LVCIVS DOMITIVS AVRELIANVS AVGVSTVS * 214. szeptember 9. † 275 szeptembere   | —         | 270–275 IX.-e (5 év)             | A praetoriánusok ölték meg. - Septimius – 271 – Dalmácia császárának kiáltotta ki magát. Saját katonái ölték meg.        |
|                       | [48.] Tacitus CAESAR MARCVS CLAVDIVS TACITVS AVGVSTVS * 200 körül † 276 júniusa                      | —         | 275–276 IX. 25. VI.-a (9 hónap)  | Meggyilkolták. |
|                       | [49.] Florianus CAESAR MARCVS ANNIVS FLORIANVS AVGVSTVS * ? † 276. szeptember 9.                     | —         | 276 VIII. 19. IX. 9. (fél hónap) | Tacitus féltestvére. Meggyilkolták.                                                                                      |
|                       | [50.] Probus CAESAR MARCVS AVRELIVS PROBVS AVGVSTVS * 232 körül † 282 októbere                       | —         | 276–282 IX.-e X.-e (6 év)        | Saját katonái gyilkolták meg. - Bonosus – 280 – Trónkövetelő volt, akinek hadait Probus szétverte, ezért öngyilkos lett. |
|                       | [51.] Carus CAESAR MARCVS AVRELIVS CARVS AVGVSTVS * 223 † 283 augusztusa                             | —         | 282–283 IX.-e VIII.-a (11 hónap) | Bizonytalan a halálának kimenetele (villámlás, csata a hunok ellen, praetoriánusok ölték meg vagy betegség.)             |
|                       | [52.] Numerianus CAESAR MARCVS AVRELIVS NVMERIVS NVMERIANVS AVGVSTVS * 253 † 284 novembere           | —         | 283–284 VIII.-a XI.-e (1 év)     | Carus fia. |
|                       | [53.] Carinus CAESAR MARCVS AVRELIVS CARINVS AVGVSTVS * 257 † 285 márciusa                           | —         | 283–285 VIII.-a III.-a (1 év)    | Carus fia. Numerianus társcsászára. Saját tisztje meggyilkolta.                                                          |

## Dominatus(284–476)

### Tetrarchia, társuralkodók (284–324)
| Portré                                        | Uralkodó | Dinasztia    | Uralkodott                             | Megjegyzés |
| --------------------------------------------- | --- | ------------ | -------------------------------------- | --- |
| A családfájukat lásd: Constantinus-dinasztia, | |              |                                        | |
|                                               | [54.] Diocletianus CAESAR CAIVS AVRELIVS VALERIVS DIOCLETIANVS AVGVSTVS * 244. december 22. † 311. december 3.           | —            | 284–305 XI. 20. V. 1. (20 év)          | Maximianus társcsászára, lemondott. - Carausius – 286–293 - Allectus – 293–296                                                                                                  |
|                                               | [55.] Maximianus CAESAR GAIVS AVRELIVS VALERIVS MAXIMIANVS AVGVSTVS * 250 körül † 310 júliusa                            | —            | 286–305 IV. 2. V. 1. (19 év)           | Diocletianus társcsászára, lemondatták. - Lucius Domitius Domitianus – 297 – Ellencsászár Alexandriában Diocletianus győzte le                                                  |
|                                               | [56.] I. Constantius Chlorus CAESAR CAIVS FLAVIVS VALERIVS CONSTANTIVS AVGVSTVS * kb. 250. március 31. † 306. július 25. | Constantinus | 305–306 V. 1. VII. 25. (1 év)          | Maximianus mostohalányának a férje. |
|                                               | [57.] Galerius CAESAR GALERIVS VALERIVS MAXIMIANVS AVGVSTVS * 260 körül † 311. május 5.                                  | —            | 305–311 V. 1. V. 5. (6 év)             | Diocletianus veje. Flavius Severus társcsászára. |
|                                               | [58.] Severus FLAVIVS VALERIVS SEVERVS AVGVSTVS * ? † 307. szeptember 16.                                                | —            | 306–307 VII. 25. III.-a (8 hónap)      | Galerius társcsászára. |
|                                               | [59.] I. Nagy Constantinus CAESAR FLAVIVS CONSTANTINVS VALERIVS AVGVSTVS * 272. február 27. † 337. május 22.             | Constantinus | 306–324 VII. 25. VII. 3. (össz. 30 év) | I. Constantius Chlorus fia, feleségül vette Maxentius húgát. 306-tól társuralkodó több császár mellett. 324-ben egyesíti a birodalmat. Közismert nevén: Nagy Konstantin.        |
|                                               | [60.] Maxentius MARCVS AVRELIVS VALERIVS MAXENTIVS AVGVSTVS * 278 † 312. október 28.                                     | —            | 306–312 X. 28. (6 év)                  | Maximinianus fia, Galerius veje. - Domitius Alexander – 308 |
|                                               | [55.] Maximianus (2x) | —            | 308–308 vége XI. 11. (2 év)            | Második uralkodása. |
|                                               | [61.] Licinius CAESAR GAIVS VALERIVS LICINIVS AVGVSTVS * 263 † 325                                                       | —            | 308–324 XI. 11. VII. 3. (15 év)        | I. Constantius Chlorus veje. Társcsászár, akit 323-ban lemondattak, és két évvel később száműztek Rómából. - Martinianus – 324 – Licinius társcsászára, akit szintén száműztek. |
|                                               | [55.] Maximianus (3x) | —            | 310 eleje tavasza (pár hónap)          | Harmadik uralkodása. Öngyilkos lett valószínűleg. |
|                                               | [62.] II. Maximinus Daia CAESAR GALERIVS VALERIVS MAXIMINVS AVGVSTVS * 270. november 20. † 313 augusztusa                | —            | 310–313 ? V.-a (3 év)                  | Galerius unokaöccse. Társcsászár, öngyilkos lett. |

### Constantinus-dinasztia(324–364)
| Portré                                        | Uralkodó                                                                                                | Dinasztia    | Uralkodott                           | Megjegyzés                                                                                     |
| --------------------------------------------- | --- | ------------ | ------------------------------------ | ---------------------------------------------------------------------------------------------- |
| A családfájukat lásd: Constantinus-dinasztia, | |              |                                      |                                                                                                |
|                                               | [59.] I. Nagy Constantinus                                                                              | Constantinus | 324–337 VII. 3. V. 22. (össz. 30 év) | 324-re egyesíti a birodalmat. Természetes halállal halt meg. Közismert nevén: Nagy Konstantin. |
|                                               | [63.] II. Constantinus CAESAR FLAVIVS CLAVDIVS CONSTANTINVS AVGVSTVS * 316 februárja † 340 áprilisa     | Constantinus | 337–340 IX. 9. IV.-a (2 év)          | I. Constantinus fia. Társcsászár, csatában esett el.                                           |
|                                               | [64.] II. Constantius CAESAR FLAVIVS IVLIVS CONSTANTIVS AVGVSTVS * 317. augusztus 7. † 361. november 3. | Constantinus | 337–361 IX. 9. XI. 3. (24 év)        | II. Constantinus öccse. Társcsászár. - Nepotianus – 350 – Trónkövetelő.                        |
|                                               | [65.] Constans CAESAR FLAVIVS IVLIVS CONSTANS AVGVSTVS * 320/323 † 350. január 18.                      | Constantinus | 337–350 IX. 9. I.-ja (12 év)         | II. Constantius öccse. Társcsászár, Magnentius megölte.                                        |
|                                               | [66.] Iulianus Apostata CAESAR FLAVIVS CLAVDIVS IVLIANVS AVGVSTVS * 331. november 6. † 363. június 26.  | Constantinus | 361–363 XI. 3. VI. 26. (1 év)        | I. Constantinus unokaöccse. Egy csatában esett el.                                             |
|                                               | [67.] Iovianus CAESAR FLAVIVS IOVIANVS AVGVSTVS * 331 † 364. február 17.                                | —            | 363–364 VI. 27. II. 17. (7 hónap)    | Balesetben halt meg. - Procopius – 365–366 – Trónkövetelő.                                     |

### Valentinianus-ésTheodosius-dinasztia(364–395)
| Portré                  | Uralkodó                                                                                        | Dinasztia     | Uralkodott                        | Megjegyzés |
| ----------------------- | ----------------------------------------------------------------------------------------------- | ------------- | --------------------------------- | --- |
| A családfájukat lásd: , |                                                                                                 |               |                                   | |
|                         | [68.] I. Nagy Valentinianus FLAVIVS VALENTINIANVS AVGVSTVS * 321. július 3. † 375. november 17. | Valentinianus | 364–375 II. 26. XI. 17. (11 év)   | A nyugati birodalom császára. |
|                         | [69.] Valens FLAVIVS IVLIVS VALENS AVGVSTVS * 328 † 378. augusztus 9.                           | Valentinianus | 364–378 III. 26. VIII. 9. (14 év) | I. Valentinianus öccse. A keleti birodalom császára. Csatában halt meg.                                                                                      |
|                         | [70.] Gratianus FLAVIVS GRATIANVS AVGVSTVS * 359. április 18./május 23. † 383. augusztus 25.    | Valentinianus | 375–383 XI. 17. VIII. 25. (7 év)  | I. Valentinianus fia, II. Constantius veje. 367-től társcsászár. Meggyilkolták.                                                                              |
|                         | [71.] II. Valentinianus FLAVIVS VALENTINIANVS INVICTVS AVGVSTVS * 371 ősze † 392. május 15.     | Valentinianus | 383–392 VIII.-a V. 15. (8 év)     | I. Valentinianus fia. 375-től társcsászár. Valószínűleg meggyilkolták. - Flavius Eugenius – 392–394 – Trónbitorló a nyugati birodalomban. Csatában esett el. |
|                         | [72.] I. Nagy Theodosius FLAVIVS THEODOSIVS AVGVSTVS * 347. január 11. † 395. január 17.        | Theodosius    | 379–395 I. 19. I. 17. (~16 év)    | I. Valentinianus veje. Társcsászár, a Keletrómai Birodalom császára 379-től. A Római Birodalom utolsó egyeduralkodója.                                       |
|                         | [73.] Arcadius FLAVIVS ARCADIVS AVGVSTVS * 377 † 408. május 1.                                  | Theodosius    | 383–395 (12 év)                   | I. Theodosius fia és társcsászára 383-tól. 395-től a Keletrómai Birodalom császára.                                                                          |
|                         | [74.] Honorius FLAVIVS HONORIVS AVGVSTVS * 384. szeptember 9. † 423. augusztus 15.              | Theodosius    | 393–395 (2 év)                    | I. Theodosius fia és társcsászára 393-tól. A Nyugatrómai Birodalom császára.                                                                                 |

## Nyugatrómai Birodalom(395–476)
| Portré                | Uralkodó                                                                                              | Dinasztia  | Uralkodott                       | Megjegyzés |
| --------------------- | --- | ---------- | -------------------------------- | --- |
| A családfájukat lásd: | |            |                                  | |
|                       | [74.] Honorius ld. fent                                                                               | Theodosius | 395–423 I. 17. VIII. 15. (28 év) | - Sebastianus – 412–413 – Jovinus társbitorlója.                                                                   |
|                       | [75.] III. Constantius FLAVIVS CONSTANTIVS AVGVSTVS * 370 körül † 421. szeptember 2.                  | Theodosius | 421 II. 8. IX. 2. (~7 hónap)     | I. Theodosius veje, Honorius társcsászára.                                                                         |
|                       | [76.] Ioannes † 425 májusa                                                                            | Theodosius | 423–425 (2 év)                   | |
|                       | [77.] III. Valentinianus FLAVIVS PLACIDIVS VALENTINIANVS AVGVSTVS * 419. július 2. † 455. március 16. | Theodosius | 425–455 X. 23. III. 16. (29 év)  | III. Constantius fia.                                                                                              |
|                       | [78.] Petronius Maximus FLAVIVS ANICIVS PETRONIVS MAXIMVS AVGVSTVS * 396 † 455. május 31.             | Theodosius | 455 III. 17. V. 31. (2 hónap)    | III. Valentinianus feleségének a második férje.                                                                    |
|                       | [79.] Avitus EPARCHIVS AVITVS AVGVSTVS * 385 körül † 457                                              | —          | 455–456 VII. 9. X. 17. (1 év)    | |
| Interregnum Ricimer   | |            |                                  | |
|                       | [80.] Maiorianus IVLIVS VALERIVS MAIORIANVS AVGVSTVS * 420 körül † 461. 7.                            | —          | 457–461 IV.-a VIII. 2. (4 év)    | Lemondatták. |
|                       | [81.] Libius Severus LIBIVS SEVERVS AVGVSTVS * 420 körül † 465 szeptembere                            | —          | 461–465 XI. 19. IX.-e (3 év)     | |
| Interregnum (465–467) | |            |                                  | |
|                       | [82.] Anthemius PROCOPIVS ANTHEMIVS AVGVSTVS * 420 körül † 472. július 11.                            | Theodosius | 467–472 IV. 12. VII. 11. (5 év)  | Arcadius vejének a veje. Kivégezték.                                                                               |
|                       | [83.] Olybrius FLAVIVS ANICIVS OLYBRIVS AVGVSTVS * 430 körül † 472. november 2.                       | Theodosius | 472 VII. 11. XI. 2. (~4 hónap)   | III. Valentinianus veje.                                                                                           |
|                       | [84.] Glycerius FLAVIVS(?) GLYCERIVS AVGVSTVS * 420 körül † 480 után                                  | —          | 473–474 III.-a VI.-a (1 év)      | Lemondatták. |
|                       | [85.] Iulius Nepos FLAVIVS IVLIVS NEPOS AVGVSTVS * 430 körül † 480. (vsz. május 9.)                   | —          | 474–475 VI.-a VIII. 28. (1 év)   | I. Leó bizánci császár unokahúgának a férje. Orestes elűzte a trónról, elmenekült, és végül 480-ban meggyilkolták. |
|                       | [86.] Romulus Augustus FLAVIVS ROMVLVS AVGVSTVS * 461/463 † 507/511 után                              | —          | 475–476 X. 31. IX. 4. (10 hónap) | Odoaker elűzte trónjáról, és ezzel vége szakadt a római császárok uralmának.                                       |

## Idővonal
Az időtáblán az egyes császárok élete és nem uralkodása van jelezve, viszont alul a korszakok az uralkodásokra vonatkoznak. A feketével jelzett uralkodók nem tagjai az adott dinasztiának.